# National Youth Theatre Company

Inky – Logo der National Youth Theatre Company

The National Youth Theatre Company, oder kurz NYTC, ist eine gemeinnützige Organisation in Neuseeland, die Theaterlehrgänge und Musicalproduktionen veranstaltet, bei denen ausschließlich Interessenten im Alter von 5 bis 21 Jahren auf der Bühne stehen.

## Programme und Produktionen

### Bisherige Produktionen
Die Organisation hat seit ihrer Gründung eine ganze Reihe von abendfüllenden Musicalproduktionen zur Aufführung gebracht, unter anderem
- Cinderella (im Bruce Mason Centre, Auckland, 2005)
- Annie (im Bruce Mason Centre, Auckland, 2005)
- Seussical (im Bruce Mason Centre, Auckland, 2006)
- Aladdin Jr. (im Centennial Theatre, Auckland, 2006)
- High School Musical (im Aotea Centre, Auckland, 2007)
- Disney's Alice in Wonderland Jr (im Dorothy Winstone Centre, Auckland, 2007)
- Grease (Aotea Centre, Auckland, June 2008)
- The Wiz (Dorothy Winstone Centre, Auckland, 2008)
- High School Musical 2 (Aotea Centre, Auckland, August 2009)
- Honk! (Dorothy Winstone Centre, Auckland November 2009)

### Geplante Produktionen
- High School Musical 2: On Stage (im Aotea Centre, Auckland, 2009)
- Peter Pan (Datum und Ort der Premiere noch unbekannt)

## Mitarbeiter
Die für die Realisierung der Projekte verantwortlichen Mitarbeiter der Organisation sind selbst junge Neuseeländer Theatertalente. Zum Stand Dezember 2009 sind dies
- Joe Davis (Gesamtleitung)
- Glen Pickering (künstlerische Direktion)
- James Doy (musikalische Direktion)
- Katie Endicott-Davies (Programmproduktion)
- Nikki Ring (Choreographie)
- Rosalind Giffney (Assistenz der Gesamtleitung)